# Ron Young
Ronald M. „Ron“ Young (* um 1940) ist ein australischer Badmintonspieler. 

## Karriere
Ron Young siegte 1959 und 1963 bei den nationalen Titelkämpfen in Australien, wobei er beide Male im Herreneinzel erfolgreich war. Für Australien startete er 1965 und 1969 bei der Whyte Trophy. 

## Sportliche Erfolge
| Saison | Veranstaltung                     | Disziplin    | Platz | Name                     |
| ------ | --------------------------------- | ------------ | ----- | ------------------------ |
| 1959   | Australien: Einzelmeisterschaften | Herreneinzel | 1     | Ron Young                |
| 1963   | Australien: Einzelmeisterschaften | Herreneinzel | 1     | Ron Young                |
| 1963   | Australien: Einzelmeisterschaften | Herrendoppel | 1     | H. Young / Ron Young     |
| 1969   | Australien: Einzelmeisterschaften | Herrendoppel | 1     | David Hoppen / Ron Young |